# Elvin Jones
Pour les articles homonymes, voir Jones.
Elvin Jones (9 septembre 1927, 18 mai 2004) est un batteur de jazz américain. Actif pendant sept décennies, il a côtoyé de nombreux musiciens en tant que sideman mais également en tant que leader de ses propres formations. Le rôle qu'il joue dans le quartet mythique de John Coltrane des années soixante représente probablement le sommet de sa carrière.
Son jeu fortement axé sur la polyrythmie, ses techniques, son approche nouvelle de l’instrument ainsi que l’influence qu’il a exercée sur de nombreux musiciens en font l'un des batteurs les plus prestigieux et importants du XXe siècle,,.

## Biographie

### Enfance
Elvin Ray Jones vient au monde le 9 septembre 1927 à Pontiac dans le Michigan, il est le plus jeune d’une famille de dix enfants. Son frère jumeau ne vivra pas plus de 9 mois, succombant à une coqueluche. Son père, Henry Jones, travaille pour General Motors mais s’investit également en tant que diacre pour l’église baptiste où il chante dans le chœur paroissial. Olivvia Jones, sa mère, est aussi amatrice de musique et joue du piano à ses heures perdues. Elle encourage toute la famille à faire de la musique et voit très vite le talent des frères d’Elvin, Hank et Thad, pour qui elle travaille dur afin de payer des instruments et des leçons. Elvin apprend à chanter les negro spiritual auprès de sa mère mais celle-ci lui insuffle également une attitude d’indépendance, de survie par ses propres moyens, qu’Elvin créditera plus tard d’essentielle dans la carrière d’un musicien. Durant ces premières années Elvin perdra également une de ses sœurs lorsque celle-ci se noie en faisant du patin à glace sur un lac gelé.
Très tôt, le petit Elvin montre un intérêt particulier pour les percussions. Il écoute avec attention les timbales dans les concerts symphoniques qui passent à la radio, va voir les batteurs du cirque qui passe dans sa région et observe les sections rythmiques qui défilent à chaque parade ou match de football américain. Il commence alors à taper sur n’importe quel objet qui lui tombe sous la main. Car si Thad et Hank ont un instrument à eux, Elvin devra attendre encore avant de posséder sa propre batterie étant donné la précarité de la situation financière de la famille Jones durant la Grande Dépression. Il se lie également d’amitié avec un guitariste de blues, qui lui montre les rudiments de cette musique, omniprésente dans le jazz.
À l’âge de 13 ans Elvin sait qu’il sera batteur et son amour pour le rythme se transforme en obsession. Ses frères commencent à monter leurs propres groupes ce qui encourage le jeune batteur qui n’a toujours pas d’instrument. Elvin prend des leçons et le directeur de l’orchestre de son collège lui procure « La Méthode élémentaire de la batterie » de Paul Yoder, dont il apprend et maîtrise tous les exercices en deux jours. Il se met à s’entraîner 8 à 10 heures par jour et emmène ses baguettes partout où il va, jouant sur des tables, des chaises ou encore les murs. Rapidement c’est lui qui dirige la section rythmique de l’orchestre du collège et se fait déjà une idée personnelle de la musique, voulant briser les conventions, il la développera biens des années plus tard,,,.
Elvin ne va pas au lycée, il abandonne les études et part travailler à la General Motors notamment pour économiser et s’acheter sa propre batterie. Il se lasse vite et décide de partir à Boston à l’âge de 18 ans où il travaille pour un teinturier pendant quelque temps avant d’aller à Newark en 1946 pour s’engager dans l’armée,,,.

### Débuts
Dès son arrivée dans l'armée, Elvin est envoyé dans une école de musique militaire et parcourt le pays avec le spectacle « Operation Bonheur » mise en place par l’armée. C’est à cette époque qu’il découvre le bebop, qui change tout pour lui. Il entend Kenny Clarke, Max Roach, Buddy Rich, Sonny Greer et d’autres musiciens et décrit la musique comme absolument neuve et captivante,,.
Âgé maintenant de 21 ans, Elvin quitte l’armée avec assez d’argent en poche pour se payer sa propre batterie, ce qu’il fait dès son retour chez lui à Pontiac. Il s’y retrouve seul avec sa mère, ses frères et sœurs ayant quitté le domicile familial. Il peut s’exercer en toute tranquillité notamment en accompagnant des disques d’Art Tatum que son frère Hank lui procure, il apprend ainsi à écouter les autres musiciens. Elvin commence alors se rendre à Detroit qui abrite alors un milieu jazz très important avec de nombreux musiciens comme Donald Byrd, Pepper Adams, Milt Jackson ou encore Tommy Flanagan. Lors de son premier boulot à Detroit il joue dans un bar avec un quintet, tout se passe bien jusqu’au jour de la paye à Noel où Elvin voit le pianiste s’enfuir avec l’argent du groupe. Cela contraint Elvin à retourner travailler quelque temps à Pontiac avant que le saxophoniste Billy Mitchell l’invite à jouer avec lui à Detroit au Blue Bird Club aux côtés de son frère Thad et du pianiste Tommy Flanagan. Ils accompagnent alors les musiciens de passage en ville comme Sonny Stitt ou encore Miles Davis qui reste durant à 6 mois à Detroit. Elvin accompagne également Charlie Parker durant deux semaines qui lui donne l’impression de « marcher sur un nuage ».  C’est également à cette époque qu’Elvin réalise ses premiers enregistrements studio aux côtés de son frère Thad et de Billy Mitchell,,,.

### New York (1955-1959)
En 1955, Elvin reçoit un appel de Benny Goodman qui veut l’auditionner pour son orchestre, Elvin part pour New York en l’espace de 12 heures. À l’audition, on lui fait jouer le tube de Goodman « Sing, Sing, Sing », qu’il n’apprécie pas beaucoup et il n’obtient pas le poste. D’abord démoralisé, il est rassuré lorsqu’il découvre qu’une de ses idoles Shadow Wilson n’a pas non plus obtenu la place,,,.
Le lendemain, Charles Mingus lui demande de rejoindre son quartet composé de J.R Montrose et Teddy Charles et le groupe part en tournée et joue notamment au festival de Newport. Mingus l’emmène ensuite jouer avec Bud Powell qui est déjà fragilisé psychologiquement à cette époque et Elvin devient le leader du groupe tout en aidant au quotidien Powell. Elvin rationne la boisson du pianiste alors alcoolique et le fait sortir pour marcher ou aller au cinéma. Une nuit, alors que le groupe joue au Birdland, Powell s’éclipse pendant l’entracte et ne revient plus,,.
New York étant alors la capitale mondiale du jazz, les opportunités ne manquent pas pour Jones qui enregistre beaucoup et pour de nombreux labels comme Savoy, Blue Note, Columbia, Prestige ou encore Riverside. Il joue fréquemment avec le quintet de Donald Byrd et Pepper Adams ou encore le groupe du tromboniste J.J. Johnson. Avec ce dernier il part pour sa première tournée européenne durant l’été 1957 et enregistre un album en trio à Stockholm avec son ami Tommy Flanagan qui est également dans le groupe de Johnson,,,.
À son retour à New York après la tournée en Europe, Jones fait la tournée des bars un soir et passe au Village Vanguard où Sonny Rollins est en train de se produire. Rollins l’invite à jouer et Jones comprend tardivement que les dirigeants de Blue Note sont là et que le concert est enregistré. Le résultat sera l’album A Night at the Village Vanguard où l’on entend le style de Jones s’affirmer notamment dans les passages où il converse avec Rollins, le batteur efface la mesure stricte créant des phrases rythmiques au lieu de simplement établir un rythme régulier,,.
Être à New York permet à Jones de découvrir de nombreux musiciens, il entend pour la première fois John Coltrane qui joue alors avec Monk au Five Spot. Très demandé en tant que batteur de session, il enregistre notamment avec les orchestres de Gil Evans ou avec ses deux frères Thad et Hank,,.
Elvin est également resté en contact avec Miles Davis et celui-ci l’appelle pour remplacer Philly Joe Jones le temps de quelques concerts dans son fameux quintet comprenant également Coltrane. En effet, Philly Joe Jones n’a alors pas l’autorisation de se produire à Philadelphie à la suite d'une arrestation pour possession d’héroïne et Elvin rencontre des problèmes avec la police que le méprend pour l’autre Jones. Cet épisode avec le groupe de Miles permet à Elvin de jouer avec Coltrane et les deux hommes se lient musicalement, le saxophoniste promet même d’engager Elvin lorsqu’il formera son propre groupe,,.
Comme de nombreux musiciens à cette époque Jones se drogue et à la fin des années 1950 son addiction devient envahissante, compromettant la qualité de son jeu de batterie et l’entraînant sur la voie du crime. En 1959 Jones est arrêté en possession d’héroïne et doit faire 6 mois de prison à Rikers Island dans une cellule infestée de rats, l’expérience marque le batteur,,.

### Coltrane (1960-1966)
En septembre 1960, Coltrane fait venir Jones à Denver pour qu’il rejoigne son groupe. Le batteur du quartet de Coltrane est alors Billy Higgins et Jones se contente d’écouter et d’observer pendant la première partie du concert. Avec Higgins, le groupe joue « My Favorite Things » et Jones se dit qu’il ira bien avec le groupe.  Dès qu’il prend place derrière la batterie, Elvin dit à McCoy Tyner « relax, j’ai la situation en main ». Coltrane est au début désorienté par la façon de jouer de Jones mais apprécie son goût de l’exploration et Tyner est fortement impressionné par la capacité de Jones à modeler la pulsation,,,,.
Le groupe fonctionne très rapidement et à peine un mois plus tard enregistre sur quelques jours quatre albums pour Atlantic : Coltrane Jazz, Coltrane’s Sound, Coltrane Plays the Blues et surtout My Favorite Things dont le morceau éponyme a un succès immédiat et propulse le quartet sur le devant de la scène du jazz. Avec le quartet de Coltrane, Elvin redéfinit le rôle du batteur qui à présent suggère le tempo au lieu de le marquer et ne se contente plus de faire des accents rythmiques mais participe plus activement à l’improvisation. Jones devient la force motrice du groupe en concert, déployant une énergie considérable et une puissance de tout instant,.
Coltrane et Jones développent une relation particulière, chacun poussant l’autre dans ses derniers retranchements et le forçant à se transcender. Ils instaurent de longs dialogues parfois seulement avec la basse en plus ou même seulement le saxophone avec la batterie. On peut entendre ce genre de duo notamment sur le morceau « Chasin’ The Trane » de l’album Live At The Village Vanguard,,,,,.
Les improvisations de Coltrane sur un même morceau peuvent durer jusqu’à une heure et sont particulièrement éprouvante physiquement pour Jones qui s’investit toujours totalement. Il va même jusqu’à jeter sa caisse claire contre le mur du studio à la fin d’une seconde prise d’«Ascension », une composition de 40 minutes,.
Elvin n’a pas toujours un comportement exemplaire et rate quelquefois des concerts, Coltrane devant alors recourir à des batteurs locaux l’espace d’une soirée. Par exemple, en 1961 à Détroit, Elvin rate la quasi-totalité du concert mais rejoint le groupe pour terminer. Après une performance passionnée, Coltrane prend le micro et déclare «Vous voyez, c’est un génie, qu’est-ce que je peux dire d’autre ? Il est simplement génial. » Jones est également absent pendant de plus longues périodes et est alors remplacé temporairement par Roy Haynes ou Jack DeJohnette,,.
C’est Elvin qui propose à Coltrane d’engager le bassiste Jimmy Garrison dans le quartet qui complétera le lineup le plus connu de la formation. Pendant la première moitié des années 1960 le groupe enregistre de nombreux albums pour le label Impulse!. Ces albums sont d’une qualité constante et sont aujourd’hui reconnu comme des classiques. Le plus célèbre et sans doute A Love Supreme, un manifeste spirituel qui dépasse le cadre du jazz. Jones y utilise une timbale, renforçant le caractère solennel  de l’album et se démarque particulièrement sur le troisième mouvement « Pursuance » ,,.
Vers 1965 Coltrane commence à ajouter différents musiciens à la formation, cherchant de nouveaux sons.  Le saxophoniste veut jouer avec deux batteurs en même temps et fait venir Rashied Ali. Jones supporte mal le jeune batteur qui est arrogant et monte sa batterie au milieu de la scène en reléguant celle d’Elvin sur le côté, sur le plan musical Elvin estime qu’Ali n’était pas assez à l’écoute pour faire fonctionner la configuration à deux batteries. De plus, Jones a du mal à comprendre la nouvelle direction que prend la musique de Coltrane et a le sentiment qu’il ne peut pas y faire une contribution. Ainsi, en 1966, le batteur quitte le groupe sans préavis pour rejoindre l’orchestre de Duke Ellington en Allemagne. Avant le décès de Coltrane en 1967, les deux musiciens rejoueront quelquefois ensemble, notamment lors d’un concert dans une église, dit d’une grande intensité par ceux présents,,,,,.

### Leader et Sideman
Lorsque Jones rejoint l’orchestre de Duke Ellington, les deux hommes se connaissent déjà car ils se sont rencontrés lors de l’enregistrement de l’album Duke Ellington and John Coltrane. Malgré une admiration mutuelle, l’expérience sera de courte durée pour le batteur dont le style ne s’adapte pas bien à l’orchestre sans compter l’animosité à son égard de certains membres,,.
Jones reste alors quelque temps à Paris, remplaçant Kenny Clarke au club Blue Note avant de repartir aux États-Unis ou il commence à diriger ses propres formations. La première sera un trio sans piano avec le multi-instrumentiste Joe Farrell et un compère du groupe de Coltrane, le bassiste Jimmy Garrison. Le trio part en tournée en Europe et enregistre notamment l’album Puttin’ it Together, un favoris d’Elvin qui y a l’occasion de renouer courtement avec la musique de marche sur le morceau “Keiko’s Birthday March“. Mais les problèmes maritaux de Garrison empêchent au trio de durer,,,.
À partir de la fin des années 1960, Elvin dirige alors de nombreuses formations allant jusqu’au septet souvent avec Joe Farrell et voyant défiler un grand nombre de musiciens de qualité, ces formations enregistrent plusieurs albums pour Blue Note. À la même période Jones enregistre Heavy Sounds pour Impulse, un des albums les plus connus du batteur qu’on peut même entendre jouer de la guitare sur un morceau,,,.
S’il devient leader et enregistre sous son nom, Jones est aussi un des batteurs les plus demandés de monde jazz et cela l’amène à laisser sa trace sur des centaines d’albums. Pendant les années soixante notamment, et ce même pendant sa phase sans le quartet de Coltrane, Jones joue sur de nombreux albums qui sont considérés comme des classiques. Il accompagne d’autres légendes du saxophone ténor comme Joe Henderson et Wayne Shorter sur des albums comme JuJu, Speak No Evil, Inner Urge ou In 'n Out. Il rejoint également son ami McCoy Tyner à de nombreuses reprises et prête ses services à Larry Young, Andrew Hill ou encore Roland Kirk pour n’en citer que quelques-uns.
Le batteur participe de manière régulière à des «drum battle», des concerts ou plusieurs batteurs « s’affrontent » pour gagner les faveurs de l’auditoire. En 1960 au Birdland, concert qui est enregistré, ou encore au festival de Newport en 1964 où Jones pris par la joie soulève Buddy Rich à plein bras après un solo impressionnant de Rich en fin de concert. En 1966, il rejoint une tournée de ce genre au Japon comprenant Art Blakey et Tony Williams. Williams est arrêté pour possession de marijuana et pour des raisons inexpliquées déclare Jones responsable à la police, Elvin est arrêté sur le champ et sera détenu plus de trois mois par les autorités japonaises,,.
Au début des années 1980, Jones commence à appeler la formation qu’il dirige la « Jazz Machine ». À l’instar des Jazz Messengers, la formation a pour but de promouvoir de jeunes musiciens par des tournées internationales que Jones finit chaque année au Japon par tradition personnelle. Jones dirigera Jazz Machine jusqu’à la fin de sa vie, partant en tournée 10 mois de l’année et engageant des musiciens comme Sonny Fortune, Delfeayo Marsalis ou encore Ravi Coltrane. En 1999, sous invitation du gouvernement français, Jazz Machine fait une tournée africaine au Sénégal et en Guinée,,,,,,.
Au début des années 2000, la santé du batteur se détériore mais il continue de jouer et de se rendre au Japon jusque fin 2003. En janvier 2004 il enregistre un dernier album avec Jazz Machine et en avril de la même année se produit pour la dernière fois en public pour une série de concerts en Californie au club Yoshi, il est alors fortement diminué et joue avec un respirateur artificiel. Elvin Jones décède le 18 mai 2004 d’une insuffisance cardiaque,.

### Keiko Jones
Jones se marie une première fois avec Shirley Jones avec qui il aurait un fils, Nathan. Mais le mariage ne durera que quelques années, Shirley ne souhaite pas s’installer à New York et vit mal le train de vie de son mari, régulièrement en tournée pendant plusieurs mois,.
En 1962, il rencontre pour la première fois Keiko à New York, une fan japonaise qui lui donne un bouquet de fleurs et demande un autographe. Ils se retrouvent quatre ans plus tard et se mettent en couple avant de se marier en 1970, Keiko prenant dès le départ un rôle majeur dans la vie d’Elvin. Elle devient rapidement son manager, sa secrétaire, son directeur artistique et même parfois son compositeur. Elle apprend également à monter et à accorder sa batterie, ce qu’elle fait avant chaque concert. Le couple vit entre New York et Nagasaki et Keiko soutient son mari jusqu’à la fin, allant jusqu’à l’aider debout derrière lui lors de ses derniers concerts, déclarant «Il voulait être derrière sa batterie, c’est là qu’il était le plus heureux » ,,,,,,.

## Influencé et influent
Jones ne semble pas avoir d’influence écrasante d’un ou deux batteurs sur son jeu mais plutôt une palette très large de musiciens dont il tire de l’inspiration. Jeune, Elvin admire énormément Buddy Rich, Gene Krupa, Jo Jones et Chick Webb dont il écoute les solos avec attention. Il se demande si certains « break » sont joués à une ou à deux mains et lorsqu’il voit ces batteurs en live il se rend compte que ces passages sont joués à deux mains. Il décide alors de les jouer à une main, gardant la pulsation rythmique sur la cymbale avec l’autre main, c’est le début de son style polyrythmique,,.
Par son frère Hank, il découvre le bebop et ses musiciens. Kenny Clarke, que Jones considère être le doyen des batteurs de jazz et Max Roach le plus influent à ce moment-là. Mais il est également très influencé par des non-batteurs comme Art Tatum, Charlie Parker ou Dizzy Gillespie dont il prend note du phrasé rythmique. Il découvre également le jeu aux balais en entendant Sid Catlett jouer une introduction à l’hymne du Bebop « Salt Peanuts » et décide d’incorporer ce style,.
Lors d’un passage en Belgique en 1957, un ami lui fait écouter des enregistrements qu’il a réalisés en Haiti d’un percussionniste local. Jones, qui a l’impression d’entendre jouer 5 personnes en même temps, est très intrigué. Il se met à rechercher activement la musique africaine et avant tout la musique de Pygmées et des Dogons. Jones s’inspire également de la musique classique occidentale par Bach, Mozart ou encore Stravinsky dont il écoute régulièrement « Le Sacre du printemps » ,.
Il est difficile de quantifier l’impact de Jones sur les batteurs qui ont suivi, mais il est sûr que dans le monde du jazz sa marque est écrasante, tous les batteurs ayant suivi ayant au minimum entendu le batteur,.
Jones exerce également une influence significative sur les batteurs du rock des années 1960 et 1970 qui le considèrent comme le « Mozart de la batterie »[réf. nécessaire]. Mitch Mitchell, le batteur de Jimi Hendrix, cite Elvin comme principale influence et Hendrix lui-même l’appelle « mon Elvin Jones ». Michael Shrieve du groupe Santana, John Densmore des Doors et Bill Kreutzmann des Grateful Dead citent également Jones lorsqu’on leur demande leurs influences. Avec certains de ses jeunes batteurs de rock Jones a même une relation personnelle. Il donne par exemple des cours à Butch Trucks et Jaimoe Johanson qui jouent avec les Allman Brothers et fait une « drum battle » avec Ginger Baker de Cream. Il est également en contact régulier pendant des années avec Christian Vander, leader et batteur du groupe Magma, dont il connaît bien la mère et à qui il offre une batterie,,,.

## Technique et style
Les caractéristiques les plus frappantes du style d’Elvin Jones sont son utilisation de la polyrythmie et sa capacité à suggérer un rythme régulier sans forcément le jouer.
Jones commence à affirmer un style individuel sur l’instrument dans les années 1950. De par son caractère, il refuse de se plier à la norme du moment influencée par les batteurs de Big band. Il reçoit pour cela des critiques négatives et certains des musiciens qui jouent avec lui se plaignent de ne pas comprendre ce qu’il fait.
Dès le début de son apprentissage, Jones accorde beaucoup d’importance à la discipline de l’instrument et à son exercice régulier. Jones maintient qu’il faut travailler les détails mécaniques du jeu soi-même notamment lorsque l’on copie quelque chose que l’on a entendu.
Pour Elvin, le batteur doit connaître la structure du morceau joué aussi bien que les autres musiciens et surtout il doit connaître la mélodie. En effet, régulièrement Jones incorpore la forme rythmique de la mélodie dans son accompagnement ou même s’en sert d’idée principale pour un solo. Le batteur doit également être toujours à l’écoute de ce que font les autres musiciens et notamment le soliste que la batterie doit propulser. Parfois, Jones récupère les idées rythmiques du soliste et les incorpore dans son jeu. Cette approche influence également la manière dont il accorde la batterie, les sons de celle-ci ne doivent pas entrer en conflit avec le reste du groupe mais plutôt s’y mêler parfaitement,,,,.
À une époque où les instruments sont encore rarement sonorisés, Jones se fait une réputation de batteur jouant extrêmement fort. Coltrane choisira même ses bassistes en fonction du batteur disant que si le bassiste n’avait pas le même type de puissance il serait noyé par la batterie,,,.
Pour Jones il est important de pouvoir ignorer les temps faibles ou les temps fort ainsi que la barre de mesure en jouant avec, sans se laisser contraindre. Par exemple lorsqu’il échange des courtes improvisations avec un soliste, traditionnellement sur quatre mesures, Jones préfère penser en phrases musicales c’est-à-dire se laisser la possibilité de faire dépasser ou de raccourcir les quatre mesures. Il développe cette pratique notamment en jouant avec Bud Powell et Sonny Rollins,,.
Elvin est également influencé par les rythmes d’Afrique ou des Caraïbes qui l’incitent à « utiliser toute la batterie tout le temps » et d’amener les quatre membres à une indépendance totale. Un batteur de l’époque jouerait par exemple les temps faibles sur le hi-hat et utiliserait la grosse caisse pour marquer la mesure, Jones préfère ignorer le plus possible les « rôles » attribués à chaque élément de la batterie. Il peut par exemple placer le 1er temps sur une cymbale, le 2e sur le hi-hat et le 3e sur la grosse caisse puis les inverser ensuite,,,,.
On peut aussi retrouver ces caractéristiques dans ce qui est le plus facilement détectable dans le jeu de Jones : son utilisation des triolets. Il les utilise dans de nombreuses variations, ne se contentant pas de les jouer sur un seul élément du kit à la fois.  Il peut par exemple commencer le triolet sur la caisse claire et le finir sur la grosse caisse ce qui donne un aspect inattendu et accentué à la musique. Cette méthode fonctionne particulièrement sur des morceaux à mesure asymétrique comme le 3/4 qui met en valeur Jones comme on peut l’entendre sur des morceaux comme Juju ou My Favorite Things,,,,.
La polyrythmie est également au centre du jeu de Jones. Une des formules qu’il utilise régulièrement est de superposer des asymétries entre ses mains et ses pieds, la main gauche sur la caisse claire étant en décalage avec la main droite sur la ride ce qui fait un 1er double rythme. Ensuite le pied sur le hi-hat est décalé par rapport au pied sur la grosse caisse ce qui fait un 2e double rythme.
Le style qui le définira donc au cours des années sera cette capacité à donner l’impression de la mesure mais sans répéter des figures régulières mesure après mesure. Il crée ainsi un flux continu de rythmes dont la seule constante est la pulsation, suggérée même dans les passages semblant les plus chaotiques. Si c’est ce style iconoclaste qui fait son succès, Jones sait aussi jouer les formes traditionnelles comme le « chabada » qu’il accentue souvent chaBAda et non CHAbada, et peut se montrer très en retenue sur une ballade notamment aux balais,,.
Jones a une conception des sons et de la musique par les couleurs, c’est une particularité qu’on retrouve chez certaines personnes et qui est appelée synesthésie. Dans le domaine musical cela signifie que l’on associe un son à une couleur ou une note à une couleur. Jones affirme que ce trait physiologique influence son jeu, fermant souvent les yeux pendant qu’il joue il peut ainsi « organiser les couleurs » ,,,,.
Côté matériel, Elvin utilise durant sa longue carrière principalement des batteries Gretsch avant d’être sponsorisé par Yamaha au milieu des années 1990. Sa configuration est généralement de grosse caisse, caisse claire, hi-hat, 2 toms medium, 2 toms graves et une variété de cymbales. Ces dernières sont très importantes pour Jones qui passe des heures chez les distributeurs Zildjian à en tester toutes sortes de tailles et de types,,,.

## Discographie

### En tant que leader
| Enregistré | Album                                         | Personnel | Label                |
| ---------- | --------------------------------------------- | --- | -------------------- |
| 1961       | Together!                                     | Philly Joe Jones, Blue Mitchell, Curtis Fuller, Hank Mobley, Wynton Kelly, Paul Chambers                                   | Atlantic             |
| 1961       | Elvin!                                        | Frank Wess, Frank Foster, Art Davis, Hank Jones, Thad Jones                                                                | Riverside            |
| 1963       | Illumination!                                 | Jimmy Garrison, Prince Lasha, Sonny Simmons, Charles Davis, McCoy Tyner                                                    | Impulse!             |
| 1965       | Dear John C.                                  | Richard Davis, Hank Jones, Roland Hanna, Charlie Mariano                                                                   | Impulse!             |
| 1965       | And Then Again                                | J. J. Johnson, Frank Wess, Charles Davis, Don Friedman, Paul Chambers, Thad Jones, Hank Jones, Art Davis                   | Atlantic             |
| 1966       | Midnight Walk                                 | Thad Jones, Hank Mobley, Dollar Brand, Steve James, Don Moore                                                              | Atlantic             |
| 1967       | Heavy Sounds                                  | Richard Davis, Frank Foster, Billy Greene                                                                                  | Impulse!             |
| 1968       | Live at the Village Vanguard                  | Wilbur Little, George Coleman, Marvin Peterson                                                                             | Enja                 |
| 1968       | Puttin' It Together                           | Joe Farrell, Jimmy Garrison                                                                                                | Blue Note            |
| 1968       | The Ultimate                                  | Jimmy Garrison, Joe Farrell                                                                                                | Blue Note            |
| 1969       | Poly-Currents                                 | George Coleman, Joe Farrell, Pepper Adams, Wilbur Little, Candido Camero, Fred Tompkins                                    | Blue Note            |
| 1970       | Coalition                                     | George Coleman, Frank Foster, Wilbur Little, Candido Camero,                                                               | Blue Note            |
| 1971       | Genesis (en)                                  | Gene Perla, Frank Foster, Dave Liebman, Joe Farrell                                                                        | Blue Note            |
| 1971       | Merry-Go-Round (en)                           | Dave Liebman, Steve Grossman, Joe Farrell, Chick Corea, Jan Hammer, Don Alias, Gene Perla                                  | Blue Note            |
| 1971       | Elvin Jones Live: The Town Hall               | Gene Perla, Chick Corea, Joe Farrell, Frank Foster                                                                         | PM Records           |
| 1972       | Mr. Jones (en)                                | Joe Farrell, Pepper Adams, Dave Liebman, Jan Hammer, Gene Perla                                                            | Blue Note            |
| 1972       | Live at the Lighthouse (en)                   | Dave Liebman, Steve Grossman, Gene Perla                                                                                   | Blue Note            |
| 1973       | At This Point in Time                         | Steve Grossman, Pepper Adams, Jan Hammer                                                                                   | Blue Note            |
| 1973       | The Prime Element                             | George Coleman, Joe Farrell, Lee Morgan, Pepper Adams, Steve Grossman, Frank Foster                                        | Blue Note            |
| 1975       | Mr. Thunder                                   | Steve Grossman, Roland Prince, Milton Suggs, Luis Agudo, Sjunne Ferger                                                     | East West            |
| 1975       | Elvin Jones is "On the Mountain"              | Jan Hammer, Gene Perla | PM                   |
| 1975       | New Agenda                                    | Steve Grossman, Roland Prince, Dave Williams                                                                               | Vanguard             |
| 1976       | The Main Force                                | Ryo Kawasaki, Al Dailey, Dave Liebman                                                                                      | Vanguard             |
| 1976       | Summit Meeting                                | James Moody, Clark Terry, Bunky Green, Roland Prince                                                                       | Vanguard             |
| 1977       | Time Capsule                                  | Bunky Green, Kenny Barron, Angel Allende, Ryo Kawasaki, Frank Wess, Milt Hinton, Frank Foster, George Coleman, Junie Booth | Vanguard             |
| 1978       | Remembrance                                   | Pat LaBarbera, Michael Stuart, Roland Prince, Andy McCloud III                                                             | MPS                  |
| 1978       | Elvin Jones Music Machine                     | Frank Foster, Pat LaBarbera, Roland Prince, Andy McCloud III                                                               | Mark Levison (Japan) |
| 1978       | Live in Japan 1978: Dear John C.              | Frank Foster, Pat LaBarbera, Roland Prince, Andy McCloud III                                                               | Trio (Japan)         |
| 1978       | Elvin Jones Jazz Machine Live in Japan Vol. 2 | Frank Foster, Pat LaBarbera, Roland Prince, Andy McCloud III                                                               | Trio (Japan)         |
| 1979       | Very R.A.R.E.                                 | Art Pepper, Sir Roland Hanna, Richard Davis (bassist)                                                                      | Trio (Japan)         |
| 1980       | Soul Train                                    | Andrew White, Richard "Ari" Brown, Marvin Horne, Andy McCloud III                                                          | Denon                |
| 1980       | Heart to Heart                                | Tommy Flanagan, Richard Davis                                                                                              | Denon                |
| 1982       | Earth Jones                                   | Kenny Kirkland, Dave Liebman, Terumasa Hino, George Mraz                                                                   | Palo Alto            |
| 1982       | Love & Peace (en)                             | McCoy Tyner, Pharoah Sanders, Jean-Paul Bourelly, Richard Davis                                                            | Trio (Japan)         |
| 1982       | Brother John                                  | Kenny Kirkland, Reggie Workman, Pat LaBarbera                                                                              | Palo Alto            |
| 1984       | Live at the Village Vanguard Volume One       | Frank Foster, Pat LaBarbera, Fumio Karashima, Chip Jackson                                                                 | Landmark             |
| 1985       | Elvin Jones Jazz Machine Live at Pit Inn      | Sonny Fortune, Pat LaBarbera, Fumio Karashima, Richard Davis                                                               | Polydor (Japan)      |
| 1990       | Power Trio                                    | John Hicks, Cecil McBee | Novus                |
| 1990       | When I Was at Aso-Mountain                    | Sonny Fortune, Takehisa Tanaka, Cecil McBee                                                                                | Enja                 |
| 1991       | In Europe                                     | Sonny Fortune, Ravi Coltrane, Willie Pickens, Chip Jackson                                                                 | Enja                 |
| 1992       | Youngblood                                    | Joshua Redman, Javon Jackson, Nicholas Payton, George Mraz                                                                 | Enja                 |
| 1992       | Going Home                                    | Willie Pickens, Ravi Coltrane, Kent Jordan, Brad Jones, Nicholas Payton                                                    | Enja                 |
| 1992       | Tribute to John Coltrane "A Love Supreme"     | Wynton Marsalis, Marcus Roberts, Reginald Veal                                                                             | Columbia (Japan)     |
| 1993       | It Don't Mean a Thing                         | Nicholas Payton, Sonny Fortune, Delfeayo Marsalis, Willie Pickens, Cecil McBee, Kevin Mahogany                             | Enja                 |
| 1998       | Momentum Space                                | Cecil Taylor, Dewey Redman                                                                                                 | Verve                |
| 1999       | The Truth: Heard Live at the Blue Note        | Darren Barrett, Robin Eubanks, Carlos McKinney, Michael Brecker                                                            | Half Note            |